# Aleksandr Kedyarov
Aleksandr Kedyarov, né le 24 décembre 1947, est un tireur sportif soviétique.

## Carrière
Aleksandr Kedyarov participe aux Jeux olympiques de 1976 à Montréal et remporte la médaille d'argent dans l'épreuve du 50 mètres cible mobile.